# Asociación de Familiares de Desaparecidos y Presos Políticos del Perú
La Asociación de Familiares de Desaparecidos y Presos Políticos del Perú (AFAPREDEPP) es una asociación civil peruano que surgió como un organismo generado del Partido Comunista del Perú-Sendero Luminoso y que agrupa a familiares de senderistas y exsenderistas. Está representada por Julia Chumpitaz Arias.
Fue parte de la estrategia senderista conocida como la "solución política". Ha colaborado con diversas ONGs. En el año 2004, junto a la AFADEVIG, sacaron un comunicado en respaldo a la huelga de hambre de Abimael Guzmán. En el año 2006, junto a los familiares de los muertos en El Frontón, en La Cantuta y la ANFADET-CIDH, sacaron un comunicado en conmemoración de los 20 años de los incidentes de 1986 en El Frontón exigiendo justicia.